# Cantonul Épinay-sous-Sénart
Cantonul Épinay-sous-Sénart este un canton din arondismentul Évry, departamentul Essonne, regiunea Île-de-France, Franța.

## Comune
| Comune               | Populație (1999) | Cod poștal | Cod INSEE   |
| -------------------- | ---------------- | ---------- | ----------- |
| Boussy-Saint-Antoine | 6.292 hab.       | 91800      | 91 2 38 097 |
| Épinay-sous-Sénart   | 12.171 hab.      | 91860      | 91 2 38 215 |
| Quincy-sous-Sénart   | 8.048 hab.       | 91480      | 91 2 38 514 |
| Varennes-Jarcy       | 2.373 hab.       | 91480      | 91 2 38 631 |